# Liga Nacional de Básquetbol 2013-14
La Temporada 2013-14 de la Liga Nacional Movistar by Spalding fue la cuarta de la historia de la competición chilena de básquetbol. La fase zonal comenzó el 28 de septiembre de 2013 y la fase nacional acabó el 29 de diciembre  del mismo, dando paso a los playoffs la primera semana de enero de 2014.
A esta accedieron los primeros 4 equipos de la Fase Nacional (Tinguiririca SF, Osorno Básquetbol, Boston College y CDS Puerto Varas), que se enfrentaron en duelos a 5 partidos.
Tras jugarse las semifinales, los equipos Tinguiririca SF y Osorno Básquetbol llegaron a al final, donde el cuadro de San Fernando se consagró campeón por un marcador de 3-1, consiguiendo su primer título nacional, y clasificando a la Liga Sudamericana de Clubes 2014.

## Sistema de campeonato
La temporada se dividió básicamente en 3 fases: Zonal, Nacional y finalmente los Playoffs de la Liga consistentes en las semifinales y las finales que constituyeron al campeón del básquetbol chileno.

### Fase Zonal
En la fase zonal los 16 equipos participantes se dividen en dos zonas de 8 equipos. La Zona Norte la constituyen los equipos de la capital, Valparaíso, San Fernando y Talca, y la Zona Sur los equipos al sur de Concepción.
En esta fase se disputan encuentros de local y de visitante, sumando por lo tanto, 14 partidos para cada equipo
Finalmente los cuatro mejores clasificados en la tabla de cada zona obtuvieron el derecho de disputar la Fase Nacional.

### Fase Nacional
Con los cuatro mejores clasificados de cada zona, los ocho equipos clasificados en total deben enfrentarse en un sistema de todos contra todos, en partidos de local y visitantes, resultando 14 encuentros al final de la fase, clasificando los cuatro mejores de esta zona a los Playoffs de la Liga Nacional.

### Playoffs
Los cuatro mejores clasificados de la Fase Nacional, se ordenarán de tal forma, que el mejor de ellos se enfrente al cuarto clasificado y el segundo contra el tercero. Estas llaves son al mejor de cinco encuentros y comienzan en la casa del que haya obtenido la mejor posición en la fase anterior. Se aplica el mismo criterio para definir la localía en la final de la Liga Nacional.

## Equipos participantes

### Zona Norte
| Nombre               | Ciudad       | Cancha                           |
| -------------------- | ------------ | -------------------------------- |
| Boston College       | Santiago     | Gimnasio Boston College          |
| Leones de Quilpué    | Quilpué      | Gimnasio Colegio Los Leones      |
| Municipal Quilicura  | Santiago     | Gimnasio Municipal de Quilicura  |
| Tinguiririca SF      | San Fernando | Gimnasio Instituto San Fernando  |
| Sagrados Corazones   | Viña del Mar | Gimnasio Arlegui de Viña del Mar |
| Sportiva Italiana    | Valparaíso   | Gimnasio Fortín Prat             |
| Universidad Católica | Santiago     | Estadio Palestino                |
| Español de Talca     | Talca        | Gimnasio Cendyr Sur              |

### Zona Sur
| Nombre                    | Ciudad       | Cancha                                       |
| ------------------------- | ------------ | -------------------------------------------- |
| Puerto Varas              | Puerto Varas | Coliseo Municipal de Puerto Varas            |
| AB Ancud                  | Ancud        | Gimnasio Fiscal de Ancud                     |
| Osorno Básquetbol         | Osorno       | Gimnasio Monumental María Gallardo Arismendi |
| Universidad de Concepción | Concepción   | Casa del Deporte                             |
| Deportivo Valdivia        | Valdivia     | Coliseo Antonio Azurmendy                    |
| CD Las Ánimas             | Valdivia     | Coliseo Antonio Azurmendy                    |
| CEB Puerto Montt          | Puerto Montt | Gimnasio Colegio San Francisco Javier        |
| Deportes Castro           | Castro       | Gimnasio Fiscal de Castro                    |

## Clasificación zonal
Actualizada: 13-1-2014
Clave: Pts: Puntos; PJ: Partidos jugados; PG: Partidos ganados; PP: Partidos Perdidos; PF: Puntos a favor; PC: Puntos en contra; Dif: diferencia puntos a favor y en contra.

### Zona Norte
| Pos | Equipo               | Pts | PJ | PG | PP | PF   |
| --- | -------------------- | --- | -- | -- | -- | ---- |
| 1   | Boston College       | 24  | 14 | 10 | 4  | 1091 |
| 2   | Sagrados Corazones   | 23  | 14 | 9  | 5  | 1150 |
| 3   | Tinguiririca SF      | 23  | 14 | 9  | 5  | 1207 |
| 4   | Leones de Quilpué    | 22  | 14 | 8  | 6  | 1212 |
| 5   | Español de Talca     | 22  | 14 | 8  | 6  | 1165 |
| 6   | Universidad Católica | 21  | 14 | 7  | 7  | 1114 |
| 7   | Municipal Quilicura  | 17  | 14 | 3  | 11 | 1121 |
| 8   | Sportiva Italiana    | 16  | 14 | 2  | 12 | 1001 |

En negrita los clasificados a la fase nacional.

### Zona Sur
| Pos | Equipo                    | Pts | PJ | PG | PP | PF   | PC   | Dif  |
| --- | ------------------------- | --- | -- | -- | -- | ---- | ---- | ---- |
| 1   | CDS Puerto Varas          | 25  | 14 | 11 | 3  | 1195 | 1054 | 141  |
| 2   | Universidad de Concepción | 24  | 14 | 10 | 4  | 1189 | 1126 | 63   |
| 3   | Osorno Básquetbol         | 22  | 14 | 8  | 6  | 1042 | 1015 | 27   |
| 4   | AB Ancud                  | 22  | 14 | 8  | 6  | 1232 | 1195 | 37   |
| 5   | CD Las Ánimas             | 21  | 14 | 7  | 7  | 1024 | 990  | 34   |
| 6   | Deportes Castro           | 21  | 14 | 7  | 7  | 1081 | 1071 | 10   |
| 7   | CEB Puerto Montt          | 17  | 14 | 3  | 11 | 1038 | 1216 | -178 |
| 8   | Deportivo Valdivia        | 16  | 14 | 2  | 12 | 1059 | 1193 | -134 |

En negrita los clasificados a la fase nacional.

## Clasificación nacional
Actualizada: 13-1-2014
Clave: Pts: Puntos; PJ: Partidos jugados; PG: Partidos ganados; PP: Partidos Perdidos; PF: Puntos a favor; PC: Puntos en contra; Dif: diferencia puntos a favor y en contra.

### Fase Nacional
| Pos | Equipo                       | Pts | PJ | PG | PP | PF   | PC   | Dif  |
| --- | ---------------------------- | --- | -- | -- | -- | ---- | ---- | ---- |
| 1   | Tinguiririca SF              | 24  | 14 | 10 | 4  | 1269 | 1200 | 69   |
| 2   | Boston College               | 24  | 14 | 10 | 4  | 1169 | 1076 | 93   |
| 3   | Osorno Básquetbol            | 24  | 14 | 10 | 4  | 1129 | 1091 | 38   |
| 4   | Puerto Varas                 | 21  | 14 | 7  | 7  | 1313 | 1253 | 78   |
| 5   | CD Universidad de Concepción | 21  | 14 | 7  | 7  | 1275 | 1248 | 27   |
| 6   | Leones de Quilpué            | 20  | 14 | 6  | 8  | 1195 | 1260 | -65  |
| 7   | Sagrados Corazones           | 17  | 14 | 3  | 11 | 1174 | 1322 | -148 |
| 8   | AB Ancud                     | 17  | 14 | 3  | 11 | 1225 | 1317 | -92  |

En negrita los clasificados a los play-offs.

## Tabla Playoffs
Tabla de partidos, se muestra en negrita los ganadores del enfrentamiento y el cursiva el equipo con la ventaja de campo. El número de la izquierda indica su posición en la clasificación para los playoffs, el número de la derecha indica el resultado en partidos.
|  | Semifinales de Liga | Semifinales de Liga | Semifinales de Liga |                   |   | Finales de Liga | Finales de Liga | Finales de Liga |  |
|  |                     |                     |                     |                   |   |                 |                 |                 |  |
|  |                     |                     |                     |                   |   |                 |                 |                 |  |
|  | 1                   | Tinguiririca SF     | 3                   |                   |   |                 |                 |                 |  |
|  | 1                   | Tinguiririca SF     | 3                   |                   |   |                 |                 |                 |  |
|  | 4                   | CDS Puerto Varas    | 1                   |                   |   |                 |                 |                 |  |
|  | 4                   | CDS Puerto Varas    | 1                   |                   | 1 | Tinguiririca SF | 3               |                 |  |
|  |                     |                     |                     |                   | 1 | Tinguiririca SF | 3               |                 |  |
|  |                     |                     | 3                   | Osorno Básquetbol | 1 |                 |                 |                 |  |
|  | 2                   | Boston College      | 3                   | Osorno Básquetbol | 1 | 1               |                 |                 |  |
|  | 2                   | Boston College      |                     |                   |   | 1               |                 |                 |  |
|  | 3                   | Osorno Básquetbol   | 3                   |                   |   |                 |                 |                 |  |
|  | 3                   | Osorno Básquetbol   | 3                   |                   |   |                 |                 |                 |  |
|  |                     |                     |                     |                   |   |                 |                 |                 |  |

## Semifinales

### Tinguiririca SFvs.CDS Puerto Varas
| 4 de enero de 2014 | Tinguiririca SF | 96–70 | CDS Puerto Varas |                                                                         |  |
|                    |                 |       |                  |                                                                         |  |
|                    |                 | 1     |                  | Pabellón: Gimnasio Instituto San Fernando, San Fernando Televisión: CDO |  |

| 5 de enero de 2014 | Tinguiririca SF | 85–82 | CDS Puerto Varas |                                                                         |  |
|                    |                 |       |                  |                                                                         |  |
|                    |                 | 2     |                  | Pabellón: Gimnasio Instituto San Fernando, San Fernando Televisión: CDO |  |

| 11 de enero de 2014 | CDS Puerto Varas | 114–99 | Tinguiririca SF |                                                              |  |
|                     |                  |        |                 |                                                              |  |
|                     |                  | 3      |                 | Pabellón: Coliseo Puerto Varas, Puerto Varas Televisión: CDO |  |

| 12 de enero de 2014             | CDS Puerto Varas | 87–114 | Tinguiririca SF |                                                              |  |  |
|                                 |                  |        |                 |                                                              |  |  |
|                                 |                  | 4      |                 | Pabellón: Coliseo Puerto Varas, Puerto Varas Televisión: CDO |  |  |
| Tinguiririca ganó la serie, 3-1 |                  |        |                 |                                                              |  |  |
|                                 |                  |        |                 |                                                              |  |  |

Tinguiririca SF gana la serie por 3-1.

### Boston Collegevs.Osorno Básquetbol
| 4 de enero | Boston College | 94–104 | Osorno Básquetbol |                                                             |  |
|            |                |        |                   |                                                             |  |
|            |                | 1      |                   | Pabellón: Gimnasio Boston College, Santiago Televisión: CDO |  |

| 5 de enero | Boston College | 78–71 | Osorno Básquetbol |                                                             |  |
|            |                |       |                   |                                                             |  |
|            |                | 2     |                   | Pabellón: Gimnasio Boston College, Santiago Televisión: CDO |  |

| 11 de enero | Osorno Básquetbol | 82–75 | Boston College |                                                                                |  |
|             |                   |       |                |                                                                                |  |
|             |                   | 3     |                | Pabellón: Gimnasio Monumental María Gallardo Arismendi, Osorno Televisión: CDO |  |

| 12 de enero               | Osorno Básquetbol | 77–65 | Boston College |                                                                                |  |  |
|                           |                   |       |                |                                                                                |  |  |
|                           |                   | 4     |                | Pabellón: Gimnasio Monumental María Gallardo Arismendi, Osorno Televisión: CDO |  |  |
| Osorno ganó la serie, 3-1 |                   |       |                |                                                                                |  |  |
|                           |                   |       |                |                                                                                |  |  |

Osorno Básquetbol gana la serie por 3-1.

## Finales
| 18 de enero de 2014 | Tinguiririca SF | 86–73 | Osorno Básquetbol |                                                          |  |
|                     |                 |       |                   |                                                          |  |
|                     |                 | [1]   |                   | Pabellón: Gimnasio Marista, San Fernando Televisión: CDO |  |

| 19 de enero de 2014 | Tinguiririca SF | 70–82 | Osorno Básquetbol |                                                          |  |
|                     |                 |       |                   |                                                          |  |
|                     |                 | [2]   |                   | Pabellón: Gimnasio Marista, San Fernando Televisión: CDO |  |

| 25 de enero de 2014 | Osorno Básquetbol | 58–87 | Tinguiririca SF |                                                                                |  |
|                     |                   |       |                 |                                                                                |  |
|                     |                   | [3]   |                 | Pabellón: Gimnasio Monumental María Gallardo Arismendi, Osorno Televisión: CDO |  |

| 26 de enero de 2014 | Osorno Básquetbol | 88–90 | Tinguiririca SF |                                                                                |  |
|                     |                   |       |                 |                                                                                |  |
|                     |                   | [4]   |                 | Pabellón: Gimnasio Monumental María Gallardo Arismendi, Osorno Televisión: CDO |  |

## Campeón
| Campeón Tinguiririca SF 1º título |